# Schloss Grießenbach

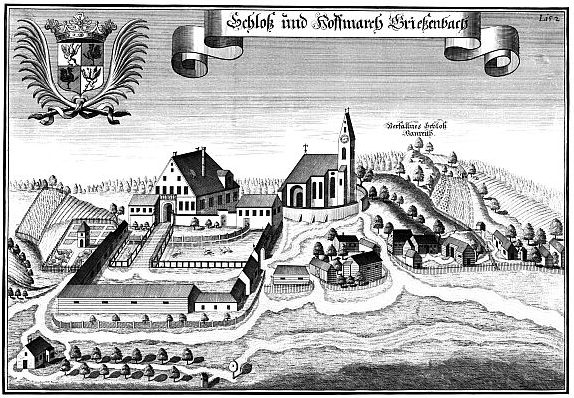
Schloss Grießenbach nach einem Stich von Michael Wening (um 1723)

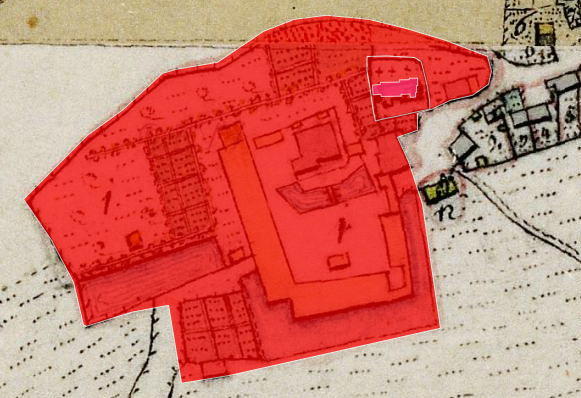
Lageplan von Schloss Grießenbach auf dem Urkataster von Bayern

Das Schloss Grießenbach ist ein abgegangenes Schloss in Grießenbach, einem Gemeindeteil der niederbayerischen Gemeinde Postau im Landkreis Landshut. Die Anlage wird als Bodendenkmal unter der Aktennummer D-2-7339-0297 im Bayernatlas als „untertägige mittelalterliche und frühneuzeitliche Befunde im Bereich des Schlosses von Grießenbach, darunter die Spuren von Vorgängerbauten bzw. älterer Bauphasen und abgebrochenen Gebäudeteilen“ geführt.

## Geschichte
Das Schloss war ein Sitz der Grießenbeck von Grießenbach. Es wurde nach 1124 nach der Zerstörung der nahe gelegenen Burg Hahnreuth von Ludolf von Hahnreith errichtet, der sich danach nach Grießenbach nannte. 1280 verkaufte Gottfried von Grießenbach dem Kloster Seligenthal seine Burg Grießenbach mit allem Zubehör außer zwei Gütern. Bis 1721 verblieb Grießenbach im Obereigentum des Klosters Seligenthal. Im Dreißigjährigen Krieg wurde Grießenbach 1634 und 1648 von den Schweden verwüstet, danach aber wieder aufgebaut. Am 14. Oktober 1721 konnte Felix Anton Ritter von Grießenbeck das Schloss mit allen Zugehörigkeiten von Kloster Seligenthal zurückerwerben. Von 1732 bis 1842 war Grießenbach eine Hofmark im Rentamt Landshut und Gerichtsbezirk Rottenburg an der Laaber. Das Patrimonialgericht II. Klasse Grießenbach unter der Gerichtsherrschaft der Freiherrn Anton und Siegmund von Grießenbeck mit Gerichtssitz Oberköllnbach wurde am 22. März 1828 bestätigt. Um 1848 wurde die adelige Gerichtsbarkeit aufgehoben und die zu dem Schloss gehörenden Güter zertrümmert.

## Beschreibung
Das Schloss lag südlich der Staatsstraße 2141, die von Mettenbach nach Postau führt. Die Ortskirche St. Stephanus war die frühere Schlosskapelle. Wie auf dem Stich von Michael Wening zu sehen, war das Schloss zu Anfang des 18. Jahrhunderts ein einstöckiges Gebäude mit einem hohen Spitzdach; es war teilweise von einer Mauer umgeben, davor lagen landwirtschaftliche Gebäude, z. T. aus Holz.